# Cratere Chupadero
Chupadero  è un cratere sulla superficie di Marte.